# Yushu Kitano
Yushu Kitano (Osaka, Japón, 14 de abril de 1930-27 de febrero de 2016) fue un deportista japonés especialista en lucha libre olímpica donde llegó a ser subcampeón olímpico en Helsinki 1952.

## Carrera deportiva
En los Juegos Olímpicos de 1952 celebrados en Helsinki ganó la medalla de plata en lucha libre olímpica estilo peso mosca, tras el turco Hasan Gemici (oro) y por delante del iraní Mahmoud Mollaghasemi (bronce).